# Liste der Auslandsvertretungen Kirgisistans

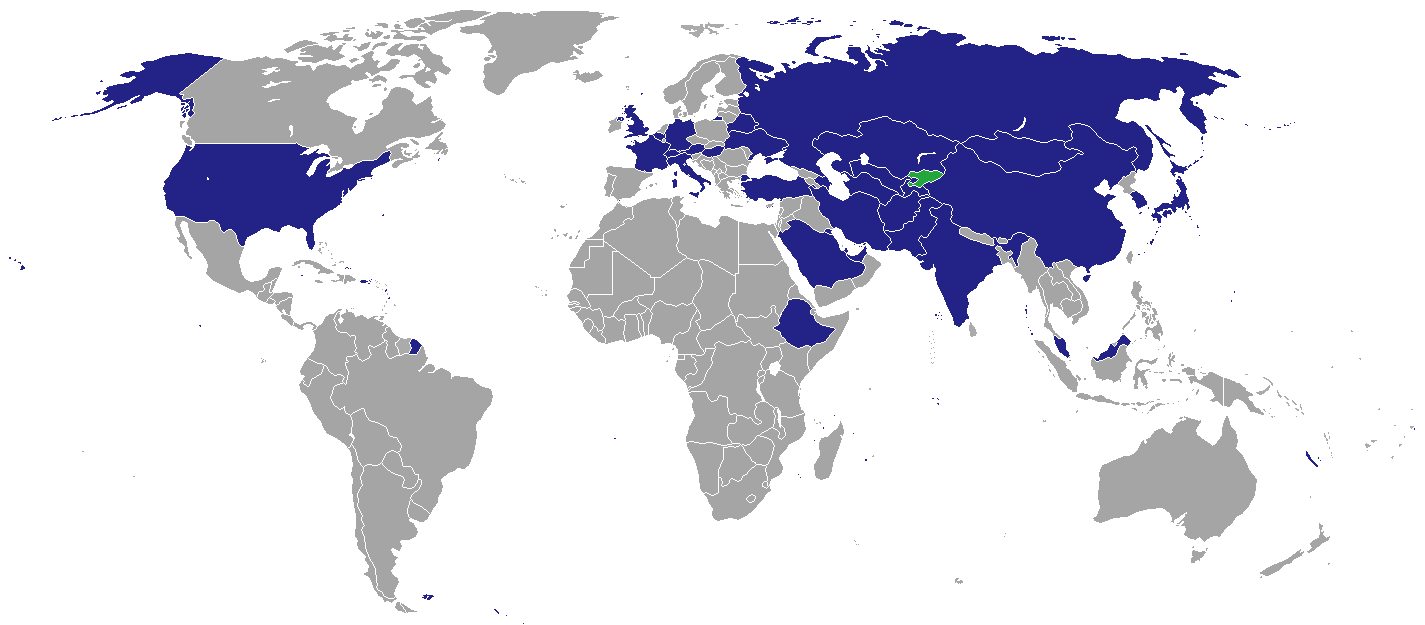
Standorte der diplomatischen Vertretungen Kirgisistans

Dies ist eine Liste der diplomatischen und konsularischen Vertretungen Kirgisistans.

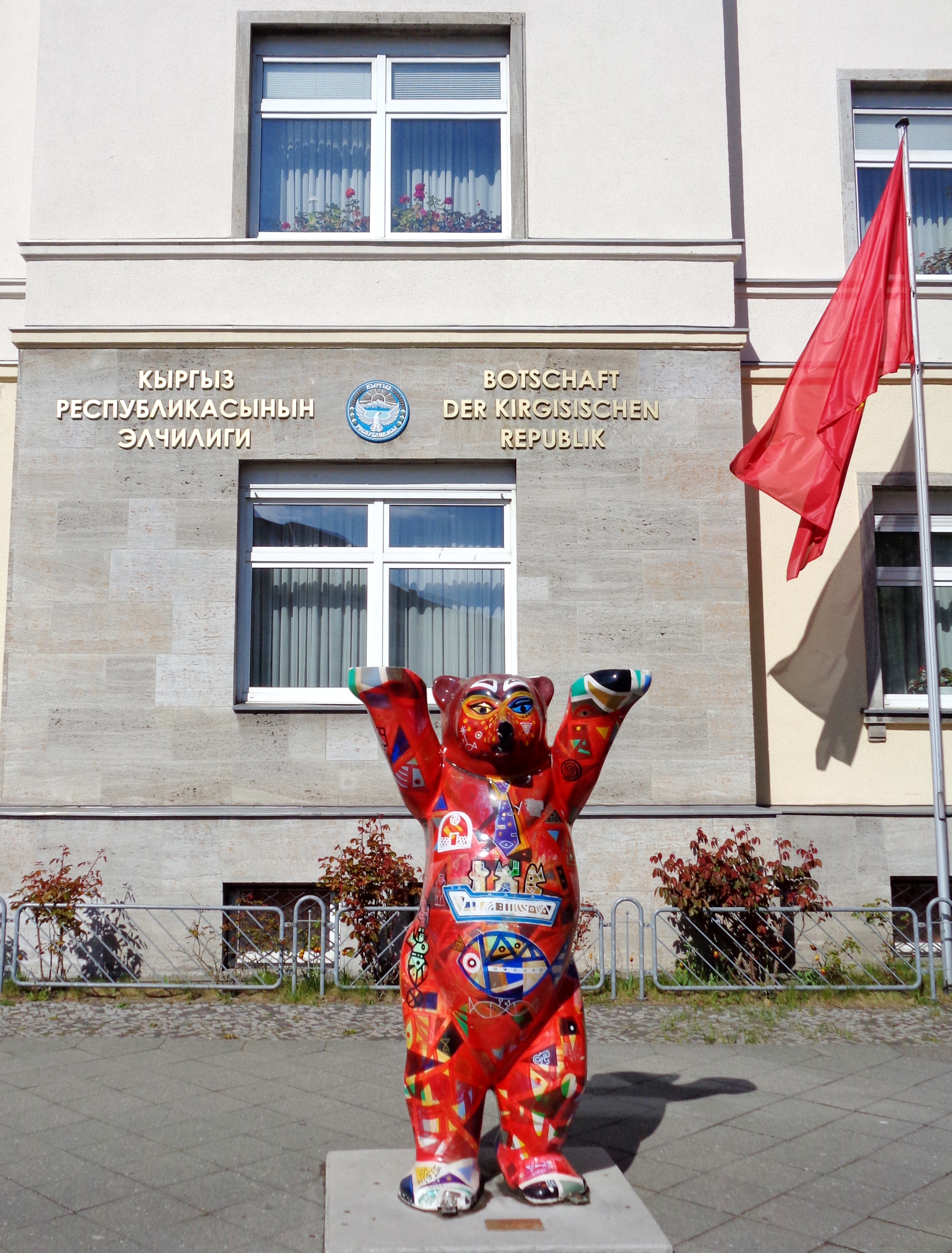
Botschaft der Kirgisischen Republik, Berlin

## Diplomatische und konsularische Vertretungen

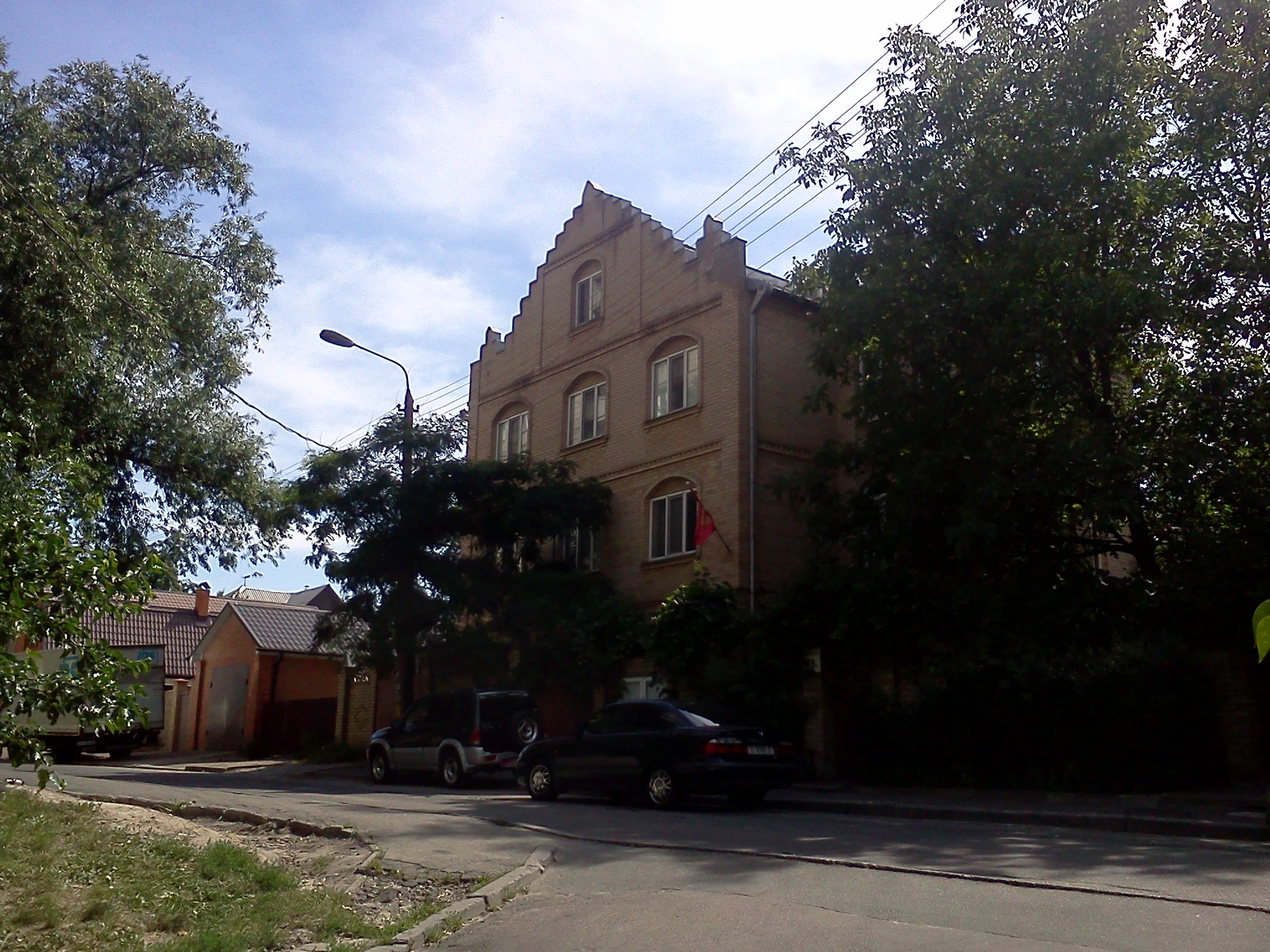
Kirgisische Botschaft in Kiew

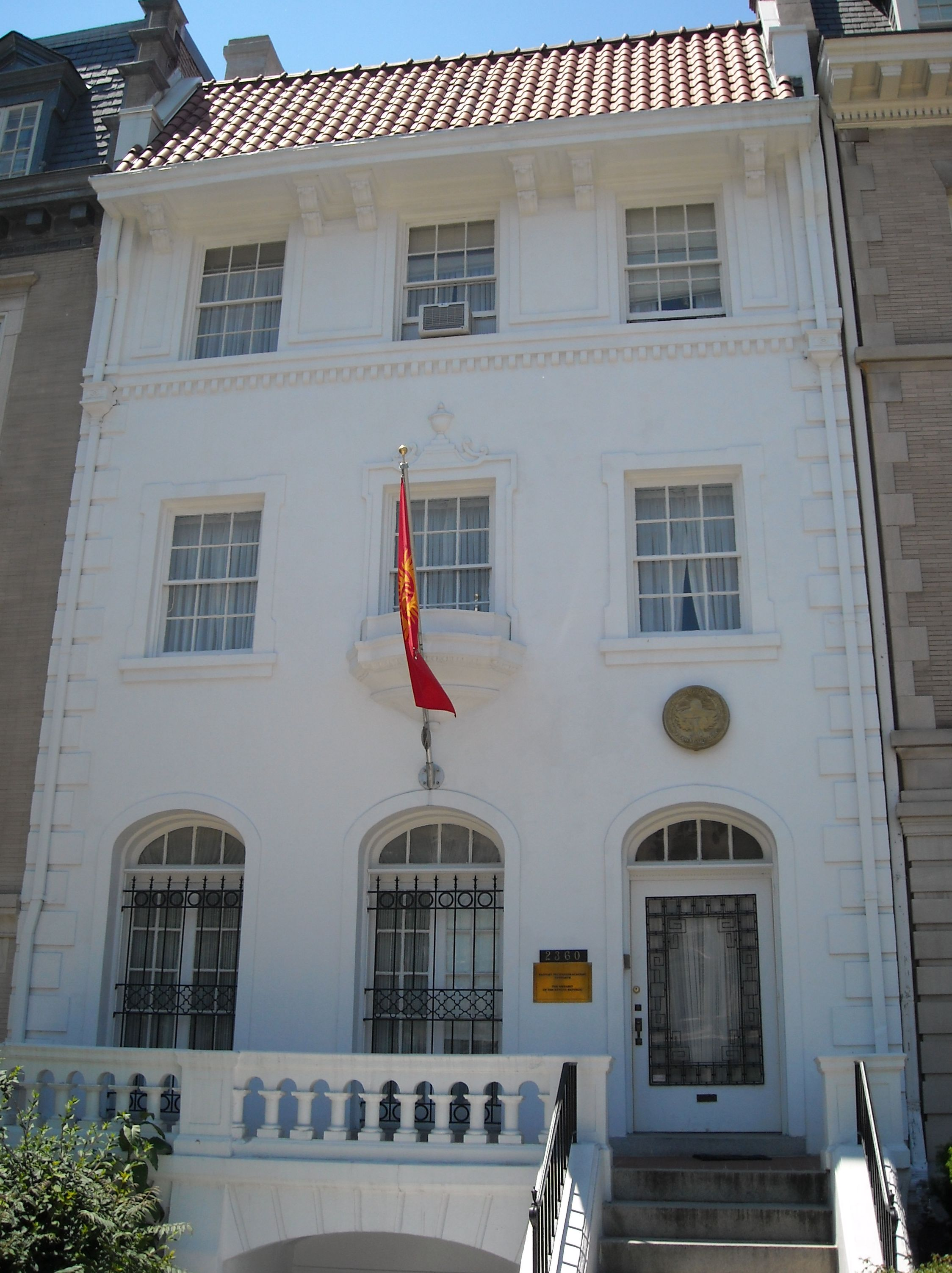
Kirgisische Botschaft in Washington, D.C.

### Asien
| - Afghanistan: Kabul, Botschaft - Aserbaidschan: Baku, Botschaft - Volksrepublik China: Peking, Botschaft - Volksrepublik China: Guangzhou, Generalkonsulat - Volksrepublik China: Ürümqi, Büro - Indien: Neu-Delhi, Botschaft - Iran: Teheran, Botschaft - Iran: Maschhad, Konsulat - Japan: Tokyo, Botschaft - Kasachstan: Astana, Botschaft | - Kasachstan: Almaty, Generalkonsulat - Malaysia: Kuala Lumpur, Botschaft - Pakistan: Islamabad, Botschaft - Pakistan: Karatschi, Generalkonsulat - Saudi-Arabien: Riad, Botschaft - Südkorea: Seoul, Botschaft - Tadschikistan: Duschanbe, Botschaft - Turkmenistan: Aşgabat, Botschaft - Usbekistan: Taschkent, Botschaft - Vereinigte Arabische Emirate: Dubai, Botschaft |

### Europa
| - Belgien: Brüssel, Botschaft - Deutschland: Berlin, Botschaft - Deutschland: Bonn, Außenstelle der Botschaft - Deutschland: Frankfurt, Konsulat - Österreich: Wien, Botschaft - Russland: Moskau, Botschaft - Russland: Nowosibirsk, Vizekonsulat | - Russland: Jekaterinburg, Generalkonsulat - Schweiz: Genf, Botschaft - Türkei: Ankara, Botschaft - Türkei: Istanbul, Generalkonsulat - Ukraine: Kiew, Botschaft - Vereinigtes Königreich: London, Botschaft - Belarus: Minsk, Botschaft |

### Nordamerika
- Vereinigte Staaten: Washington, D.C., Botschaft
- Vereinigte Staaten: New York, Konsulat

## Vertretungen bei internationalen Organisationen
- Europäische Union: Brüssel, Delegation
- Vereinte Nationen: New York, Ständige Vertretung
- Vereinte Nationen: Genf, Ständige Vertretung